# Valvasor (priimek)
Valvasor je priimek več znanih ljudi:
- Alojzij Valvasor (1679—?),frančiškan in pridigar
- Janez Vajkard Valvasor (1641—1693), kranjski plemič in polihistor
- Wolfgang Valvasor (1695—1758), jezuit, teolog in filozof